# Symfonie nr. 1 (Gillis)
Don Gillis schreef zijn Eerste symfonie "An American Symphony" als onderdeel van zijn afstudeerproject aan de North Texas State Teachers College (NTSTC). Het is opgedragen aan Catherine, zijn eerste vrouw.

## Compositie
Gillis had tijdens zijn opleiding al meerdere composities op zijn naam staan, daarom klinkt dit werk niet als een werk van een beginnend componist. De orkestratie en technieken wijzen al op een duidelijke ontwikkeling. Aangezien Gillis ook een jazzliefhebber was, vind je ook die invloeden in het werk. De compositie was klaar in 1941, toen Europa al vol in brand stond vanwege de Tweede Wereldoorlog. Amerika stond nog langs de zijlijn. Alhoewel aan militair klinkende fanfares, sobere soli en soms meditatieve muziek te horen is, dat er onzekere tijden aanbreken, is de symfonie toch relatief opgewekt van karakter. Dat komt zeker door de behoorlijk nationalistische aard van de muziek (zie de programmatitel). Je moet je daarbij voorstellen dat mensen in het algemeen en Amerikanen in het bijzonder in die tijd nog brokken in de keel kregen bij het alleen al zien van hun vlag. De première vond plaats op 3 mei 1941 aan de NTSTC, met het orkest van dat college; later vond ook een uitvoering plaats in januari 1942 in New York onder leiding van Maxim Waldo, die het Washington Heights Y Symphony Orchestra dirigeerde. Gillis was toen al klaar met zijn tweede symfonie.

## Delen
1. Slowly: briskly-brightly;
2. Slowly: tenderly;
3. Finale: vivace.

De symfonie duurt ongeveer 30 minuten.